# 布格多夫城堡
布格多夫城堡（德語：Schloss Burgdorf），是瑞士伯恩州布格多夫的一座的中世纪城堡。现已列入瑞士国家重要文化财产名录。
布格多夫城堡于12世纪下半叶由柴林根公爵建立。现作为博物馆开放。